# Meng Yuan
Meng Yuan (født 9. maj 1986 i Hunan, Kina) er en tidligere kvindelig professionel tennisspiller fra Kina.
Meng Yuan højeste rangering på WTA single rangliste var som nummer 86, hvilket hun opnåede 10. marts 2008. I double er den bedste placering nummer 181, hvilket blev opnået 28. august 2006. 